# 페이팔 파크
페이팔 파크(PayPal Park)는 미국의 축구 전용 경기장이다. MLS 새너제이 어스퀘이크스의 홈구장이다.
| MLS 올스타전 개최 경기장 |                          |           |
| 2015년                   | 2016년 어바이어 스타디움 | 2017년    |
| 딕스 스포팅 구즈 파크    | 2016년 어바이어 스타디움 | 솔저 필드 |
|                          |                          |           |
|                          |                          |           |